# Râul Cayster
Râul Cayster (sau Küçük Menderes) este situat la sud de Izmir, Turcia. Cayster curge spre vest și se varsă în Marea Egee pe plaja Pamucak aproape de Selçuk (Izmir). Vechiul oraș Efes a fost un important port pe acest râu, dar degradarea pământului din cauza pașunatului intensiv a erozionat regiunea, aluviunile îndiguit gradual intrarea orașului. Linia de coastă s-a deplasat spre mare și ruinele orașului Efes au rămas la 8,5 km în interior.

### Mitologia
În mitologia greacă era venerat ca zeu-râu de Lidia. Caÿstros (greaca veche Κάϋστρος, Káÿstros).
Potrivit unor autori, era fiul lui Ahile și amazoana Pentesilea. Se consideră ca fiind de asemenea și tatăl lui Efes și Semiramida, cu care avea împreună pe Dercerto